# Отказненское водохранилище
Отказненское водохранилище — водохранилище на реке Кума в Ставропольском крае.
Расположено к югу от села Отказное. Начало строительства — 14 марта 1961 года. Отказненское водохранилище было создано в 1965 году, введено в эксплуатацию в 1966-м. Проектный объём водного объекта 131 млн м³, высота плотины — 27 м, протяжённость — 4,7 км. Паводковый водосброс рассчитан на пропуск 120 м³ в секунду. Основная его цель — защита близлежащих населённых пунктов от затопления во время паводков. Срок эксплуатации водохранилища (35 лет) давно истёк.

## Значение водохранилища
В настоящее время используется для регулирования весенних паводков, так как по большей части водохранилище заилено. Перед весенним паводком водохранилище полностью сливается.
Планируется ремонт водохранилища. По состоянию на июнь 2017 года ремонт не начался.